# 1286

## Evenimente
- 1 februarie: Rudolf I de Habsburg acordă Carintia ca feudă lui Meinhard al II-lea, conte de Tirol, pentru serviciile aduse.
- 3 mai: Regele Iacob "cel Drept" al Siciliei este excomunicat.
- 13 mai: Tratatul de la Paris: Franța și Anglia cad de acord ca Quercy și Saintonge să treacă în domeniul regal francez.
- 14 mai: Prima adunare a Stărilor din Provence, desfășurată la Sisteron.

### Nedatate
- A treia invazie a Hoardei de Aur împotriva Poloniei.
- Kublai-han plănuiește o nouă invazie asupra Japoniei, dar renunță din cauza deficitului de resurse.
- Liga Hanseatică stabilește un comptuar la Novgorod.
- Nomazi arabi se infiltrează în Nubia, la sud de Egipt, devastând regiunea.
- Regele Filip al IV-lea al Franței impune gabelle, un impozit pe sare.

## Arte, Știință, Literatură și Filosofie
- 7 martie: Giovanni Balbi încheie redactarea Catholicon, un dicționar religios scris în latină.

## Nașteri
- 8 martie: Ioan al III-lea "cel Bun", viitor duce de Bretania (d. 1341).
- Frederic I de Austria (d. 1330).
- Ulrich al III-lea de Württemberg (d. 1344).
- Wilhelm III viitor conte de Olanda (d. 1337).

## Decese
- 19 martie: Alexandru al III-lea, 44 ani, rege al Scoției (n. 1241)
- 30 iulie: Bar-Hebraeus (Abul-Faraj), om de știință, istoric și filosof armean din Siria (n. 1226)
- 8 octombrie: Ioan I "cel Roșu", duce de Bretania (n. 1217)
- 22 noiembrie: Eric al V-lea , 36 ani, rege al Danemarcei (n. 1249)
- Willem de Moerbeke, traducător flamand (n. 1215)

## Înscăunări
- 19 martie: Margareta de Norvegia, regină a Scoției (1286-1290)
- 26 noiembrie: Eric al VI-lea, rege al Danemarcei (1286-1319)